# Гінду Умару Ібрагім
Гінду Умару Ібрагім (нар.. 1984) — чадська екологічна активістка та вчена-географ, координаторка Асоціації жінок Пеул і автохтонних народів Чаду (AFPAT), колишня співдиректорка павільйону Всесвітньої ініціативи корінних народів і павільйонів на COP21, COP22 і COP23.

## Активізм та пропаганда
Ібрагім - екологічна активістка, яка відстоює права свого народу мбороро в Чаді. Вона здобула освіту в столиці Чаду, місті Нджамена. Під час своїх канікул вона зустрічалася з корінним народом мбороро, який традиційно займаються кочовим фермерством: пасуть і доглядають худобу. Під час навчання вона усвідомила, як її дискримінували як корінну жінку, а також те, як її колеги з мбороро втратили можливість здобувати освіту. Тому в 1999 році Гінду заснувала громадську організацію Асоціація корінних жінок Пеул та народів Чаду (AFPAT), діяльність якої зосереджена на захисті прав дівчат і жінок у спільноті Мбороро та розвитку активізму й пропаганди захисту навколишнього середовища. Організація отримала ліцензію на діяльність у 2005 році і з тих пір бере участь у міжнародних переговорах з питань клімату, сталого розвитку, біорізноманіття та захисту навколишнього середовища.
Її зосередженість на захисті навколишнього середовища випливає з її безпосереднього досвіду впливу глобальної зміни клімату на спільноту Мбороро, яка покладається на природні ресурси для свого виживання та утримання тварин про яких вони піклуються. Роками вони відчували наслідки висихання озера Чад. Це озеро є життєво необхідним джерелом води для людей Чаду, Камеруну, Нігеру та Нігерії, і зараз воно становить 10 % від свого розміру у 1960-х роках. У письмовому зверненні до Міжнародної організації з міграції Ібрагім підкреслила, що її народ та корінні спільноти, як і вона, є «безпосередніми жертвами глобального потепління», через що змушені переїжджати та покидати власні землі в пошуках кращих територій для підтримування автентичного способу життя. Вона також розповіла про наслідки міграції внаслідок глобального потепління, яка непропорційно робить спіольноти мігрантів надто вразливими.
Ібрагім писала про важливість визнання прав корінних народів під час розроблення глобальних кліматичних змін для різноманітних джерел, включаючи Quartz і порядок денний Всесвітнього економічного форуму. Особливу стурбованість Ібрагім викликає законне право корінних народів володіти та управляти землями, на яких вони живуть. Такі юридичні права гарантують, що корінні громади мають законні повноваження для економічного розвитку, який може їх витіснити з земель, наприклад, через початок видобутку нафти чи інших корисних копалин та будівництва гідроелектростанцій.
Гінду Ібрагім співпрацювала з ЮНЕСКО та Координаційним комітетом корінних народів Африки (IPACC) над проєктом 3D-картографування пустельного регіону Чаду Сахель, де зараз проживає 250 000 мбороро, які переважно займаються натуральним господарством. Проєкт об'єднав технології 3D-картографії з місцевими науковими знаннями для розробки інструменту для сталого управління навколишнім середовищем і розширення можливостей голосів корінних народів, особливо жінок, для прийняття рішень щодо майбутнього планування адаптації та пом'якшення наслідків глобального потепління. Ібрагім у своєму виступі на TED у грудні 2019 року про наслідки глобального потепління сказала, що під час створення 3D-карти вона змогла залучити жінок до процесу прийняття рішень, а також висловити повагу чоловікам, як це передбачено їх традиціями. Жінки могли визначити, де вони збирали ліки, а де їжу, на що чоловіки погоджувалися, киваючи головами. І пояснила, як бабуся може розповісти про прогноз погоди, імміграцію тварин, розмір плодів і поведінку своєї худоби, спостерігаючи за своїм оточенням. В інтерв'ю BBC для проєкту BBC "100 жінок" Ібрагім зазначила: «У кожній культурі є наука. Тому дуже важливо, щоб голос корінного населення був присутній»
У 2016 році Ібрагім обрали делегатом — представником громадянського суспільства під час підписання історичної Паризької кліматичної угоди 22 квітня 2016 року. У своїй заяві під час підписання вона зазначила: «Глобальне потепління щодня робить бідних ще біднішими, змушуючи багатьох залишати домівки заради кращого майбутнього».
У 2018 році Ібрагім відвідала Конференцію ООН зі зміни клімату 2018 року та виступала з Арнольдом Шварценеггером під час панельної дискусії. Вона розкритикувала думку Шварценеггера про те, що люди можуть допомогти зупинити глобальне потепління, використовуючи електромобіль, зменшивши споживання м'яса та інші дії, які зосереджуються на поведінці громадян. Ібрагім критикує заяву про те, що її жителі Чаду та інших країн, що розвиваються, найбільше постраждали від глобального потепління, хоча вони зробили невеликий внесок у надмірні викиди вуглекислого газу. Вона сказала Шварценеггеру, що зміни повинні відбуватися також з боку урядів та політиків. Гінду Умару Ібрагім також стала одним з респондентів на Un and Africa Podcast на цій події, розповідаючи про важливість технологій для зменшення впливу зміни клімату на пустельну країну.
У 2019 році вона стала однією з 17 осіб, які були обрані Організацією Об'єднаних Націй представниками Цілей сталого розвитку (ЦСР). ЦСР, що складаються з 17 цілей, прийняті в 2015 році, є способом Організації Об'єднаних Націй, намагатися зробити світ кращим, тоді як прихильники були визначені, щоб допомогти поширити інформацію серед населення та стежити за тим, щоб ці цілі досягалися, виконуючи свої призначені ролі.

## Лідерство
Гінду Ібрагім обіймає ряд керівних посад, відстоюючи важливість знань корінного населення для пом'якшення наслідків глобального потепління. Вона є співголовою Міжнародного форуму корінних народів з глобального потепління, представляючи групу в Конвенції ООН про боротьбу з опустелюванням (UNCCD) і Панафриканського альянсу з кліматичної справедливості (PACJA), де вона також виконує функції голови одного з відділів. Ібрагім також є членом Політичної ради Організації Об'єднаних Націй: Партнерство корінних народів (UNIPP) та Виконавчого комітету з питань корінних народів Африки (IPACC).

## Нагороди та відзнаки
У 2017 році Ібрагім визнали Національним географічним товариством Emerging Explorer — представницею програми, яка визнає та підтримує видатних учених, природоохоронців та новаторів. У 2017 році вона також була представлена в рамках проєкту ВВС "100 жінок", який щороку відзначає 100 впливових і надихаючих жінок. У 2018 році вона також була включена до списку 100 жінок BBC. У 2019 році отримала премію «Pritzker Emerging Environmental Genius Award» від Фундації сім'ї Пріцкерів. У 2019 році журнал Time включив Ібрагім до числа 15 найвпливовіших жінок, які виступають проти глобального потепління.
У 2020 році Міжнародна організація біженців присудила їй нагороду Річарда С. Холбрука 2020 року за внесок у просування прав та інтересів уразливих спільнот. У 2021 році Ібрагім стала одним із лауреатів Rolex Awards for Enterprise у 2021 році.